# Танум (комуна)
Комуна Танум (швед. Tanums kommun) — адміністративно-територіальна одиниця місцевого самоврядування, що розташована в лені Вестра-Йоталанд у південно-західній Швеції.
Танум 124-а за величиною території комуна Швеції. Адміністративний центр комуни — місто Танумсгеде.

## Населення
Населення становить 12 270 чоловік (станом на вересень 2012 року). 
| Кількість населення комуни Танум за 1970-2010 роки | Кількість населення комуни Танум за 1970-2010 роки | Кількість населення комуни Танум за 1970-2010 роки | Кількість населення комуни Танум за 1970-2010 роки | Кількість населення комуни Танум за 1970-2010 роки |
| -------------------------------------------------- | -------------------------------------------------- | -------------------------------------------------- | -------------------------------------------------- | -------------------------------------------------- |
| Рік                                                |                                                    |                                                    | Населення                                          |                                                    |
| 1970                                               | 1970                                               |                                                    | 10 837                                             | 10 837                                             |
| 1975                                               | 1975                                               |                                                    | 11 058                                             | 11 058                                             |
| 1980                                               | 1980                                               |                                                    | 11 463                                             | 11 463                                             |
| 1985                                               | 1985                                               |                                                    | 11 473                                             | 11 473                                             |
| 1990                                               | 1990                                               |                                                    | 12 068                                             | 12 068                                             |
| 1995                                               | 1995                                               |                                                    | 12 306                                             | 12 306                                             |
| 2000                                               | 2000                                               |                                                    | 12 105                                             | 12 105                                             |
| 2005                                               | 2005                                               |                                                    | 12 252                                             | 12 252                                             |
| 2010                                               | 2010                                               |                                                    | 12 370                                             | 12 370                                             |
| Джерело: SCB                                       |                                                    |                                                    |                                                    |                                                    |

## Населені пункти
Комуні підпорядковано 5 міських поселень (tätort) та низка сільських, більші з яких:
- Танумсгеде (Tanumshede)
- Ґреббестад (Grebbestad)
- Ф'єлльбака (Fjällbacka)
- Гамбурґсунд (Hamburgsund)
- Раббальсгеде (Rabbalshede)
- Естад (Östad)
- Ресе (Resö)

## Міста побратими
Комуна підтримує побратимські контакти з такими муніципалітетами:
- Комуна Гуле, Норвегія
- Мерімаску, Фінляндія
- Орслев, Данія
- Гольмавік, Ісландія

## Галерея

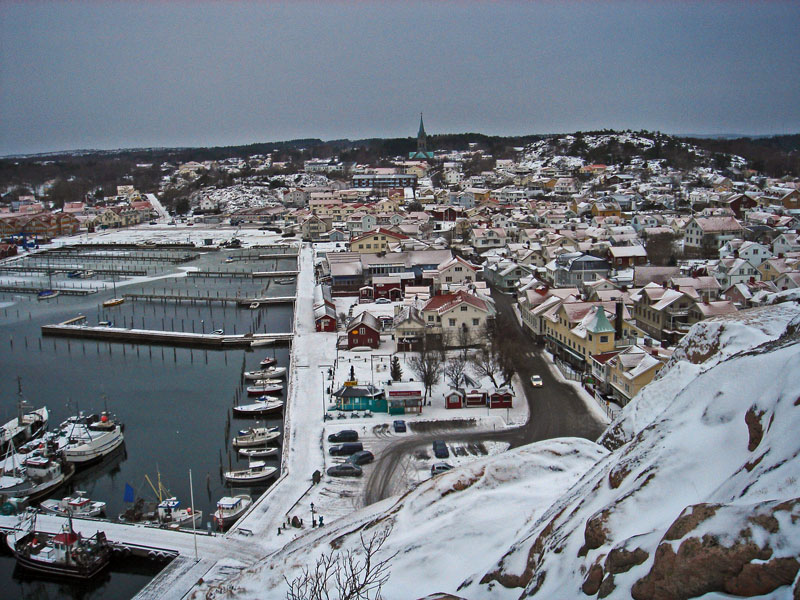
Ґреббестад
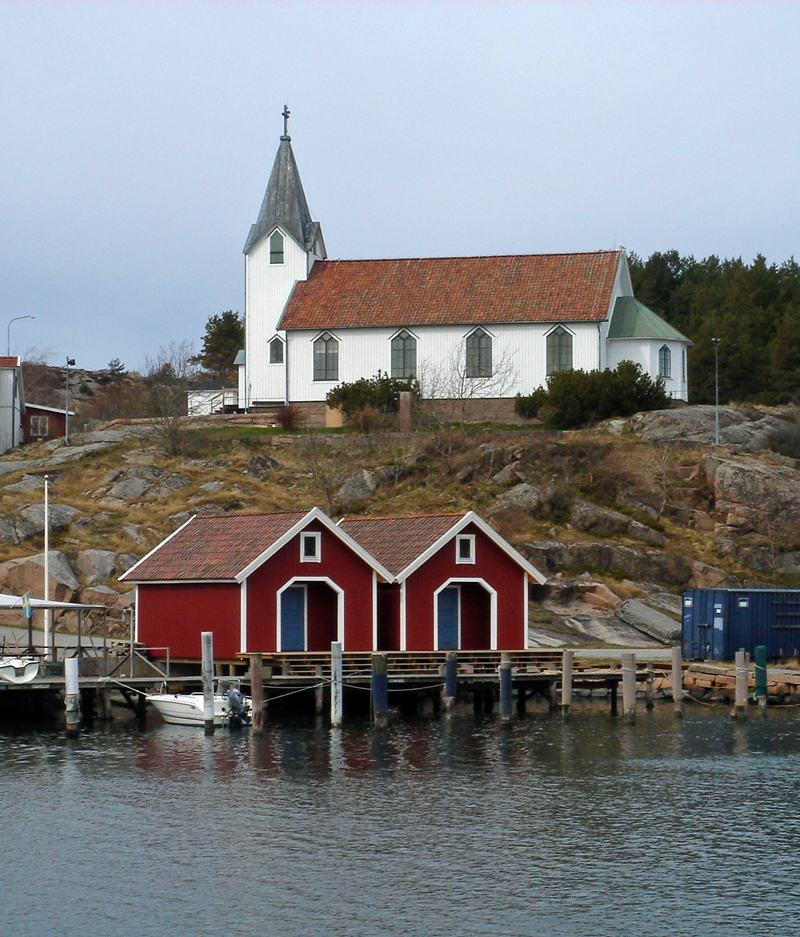
Церква (Гамбурґсунд)
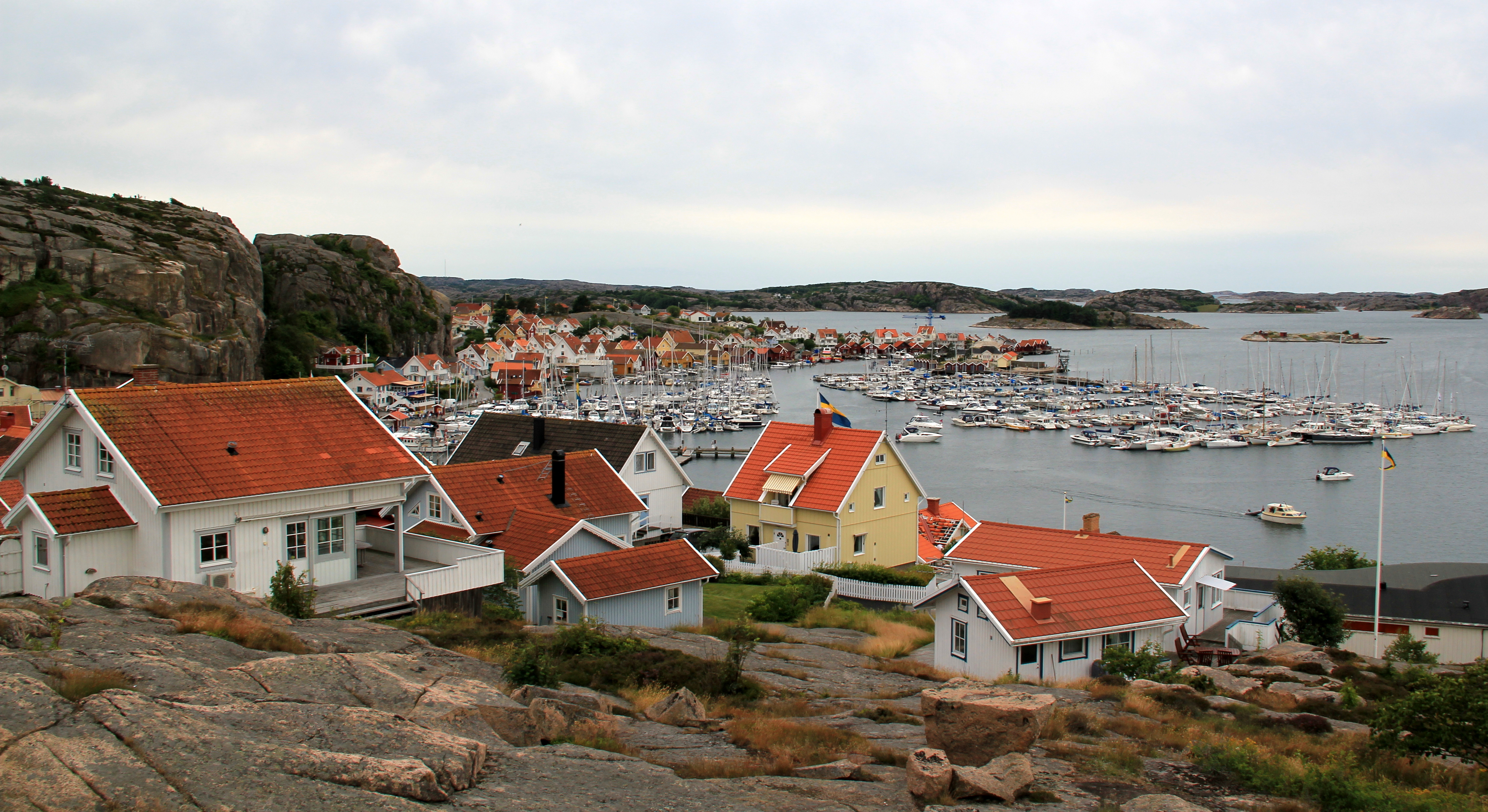
Містечко Ф'єлльбака
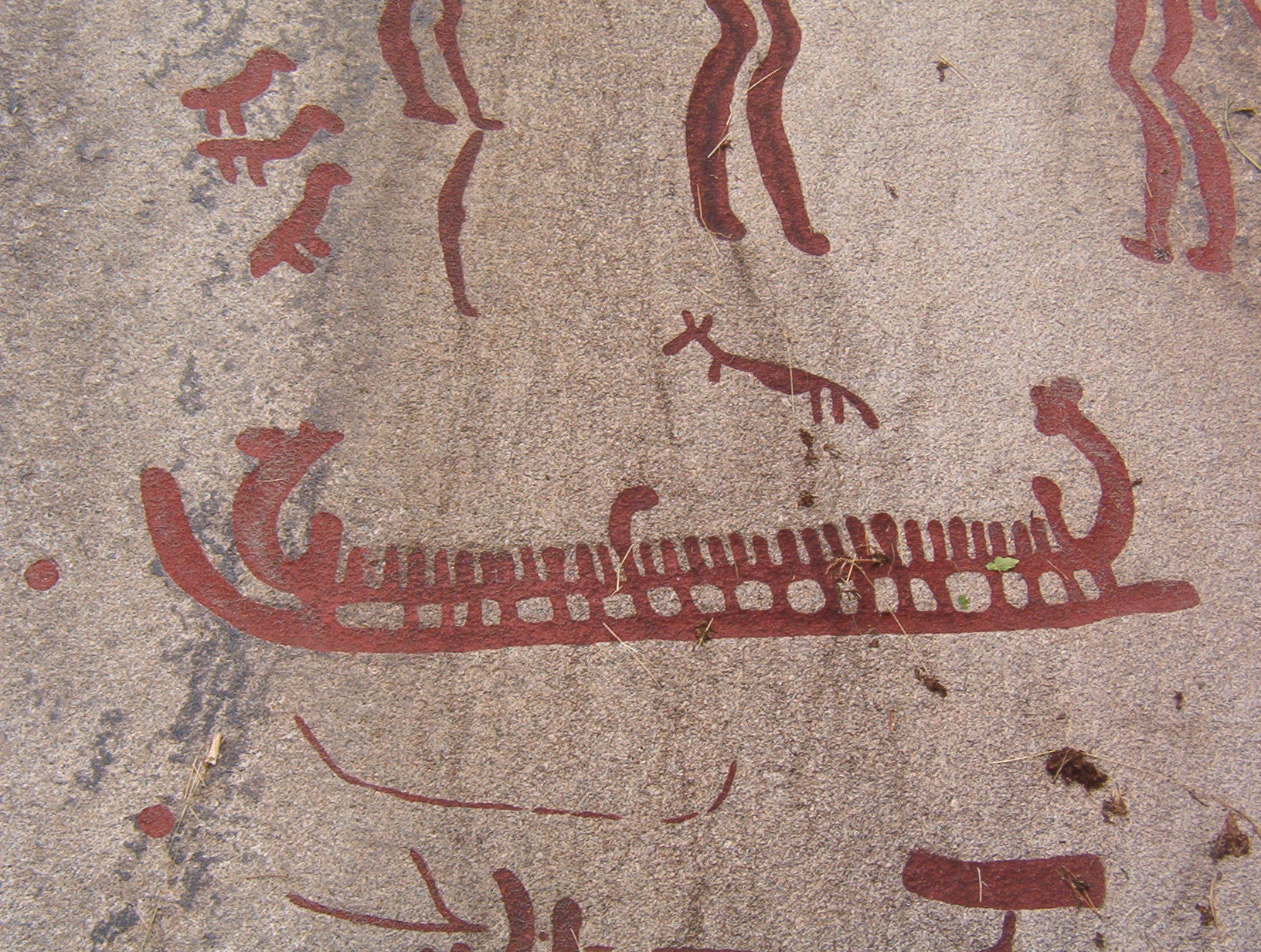
Наскельні малюнки з Танумсгеде

## Виноски
1. ↑  Folkmangd i riket, lan och kommuner (шв.) . Центральне бюро статистики Швеції. Архів оригіналу за 20 серпня 2013. Процитовано 26 лютого 2013.